# Luke Askew
Francis Luke Askew (ur. 26 marca 1932 w Macon, zm. 29 marca 2012 w Portlandzie) – amerykański aktor filmowy i telewizyjny, często był obsadzony w rolach czarnych charakterów i westernach, takich jak Will Penny (1968), Pat Garrett i Billy Kid (1973) i The Culpepper Cattle Co. (1973).

## Życiorys

### Młodość
Urodził się i dorastał w Macon w stanie Georgia, jako syn Dorothy Doolittle (1910–1969) i Miltona Askewa (1904–1976). Po studiach na University of Georgia, a uczęszczał do szkoły prawniczej w Mercer University, zanim został obsadzony w roli Dolpha Higginsona w filmie Szybki zmierzch (Hurry Sundown, 1967).

### Kariera
Po raz pierwszy został zauważony po zagraniu postaci szefa Paula w dramacie więziennym Stuarta Rosenberga Nieugięty Luke (1967) u boku Paula Newmana. W następnym roku pracował z Johnem Wayne w filmie Zielone berety (1968), gdzie miał krótko obcięte włosy. Zwrócił na siebie uwagę jako obcy na autostradzie w filmie Swobodny jeździec (1969) z udziałem Dennisa Hoppera i Petera Fondy.

### Życie prywatne
Z pierwszego małżeństwa miał córkę Allison. Z drugiego związku małżeńskiego z Maggie, które przetrwało aż do jego śmierci, miał syna Christophera. Zmarł w 2012 roku w swoim domu w Portlandzie w wieku 80 lat na raka płuc.

## Filmografia

### Filmy
- 1967: Szybki zmierzch (Hurry Sundown) jako Dolph Higginson
- 1967: Zdarzenie (The Happening) jako drugi oficer motocyklowy
- 1967: Nieugięty Luke (Cool Hand Luke) jako Boss Paul
- 1968: Will Penny jako Foxy
- 1968: Zielone berety (The Green Berets) jako Provo
- 1968: Diabelska brygada (The Devil's Brigade) jako szeregowiec Hubert Hixon
- 1969: Swobodny jeździec (Easy Rider) jako Obcy na autostradzie
- 1969: Flareup (1969) jako Alan Moris
- 1969: La notte dei serpenti jako Luke
- 1970: Wolny jeździec (Angel Unchained0) jako Jonathan Tremaine
- 1972: Kryształowy dom (The Glass House, TV) jako Bibleback
- 1972: The Culpepper Cattle Co. jako Luke
- 1972: Siedmiu wspaniałych nadjeżdża (The Magnificent Seven Ride) jako Mark Skinner
- 1972: Wielki napad w Minnesocie (The Great Northfield Minnesota Raid) jako Jim Younger
- 1973: Pat Garrett i Billy Kid (Pat Garrett and Billy the Kid) jako Eno
- 1973: Slipstream jako Mike Mallard
- 1975: Oddział (Posse) jako Krag
- 1975: Z podniesionym czołem II (Walking Tall Part 2) Pinky Dobson
- 1975: Mackintosh i T.J. (Mackintosh and T.J.) jako Cal
- 1976: A Matter of Wife... And Death (TV) jako Snell
- 1977: Kulisty piorun (Rolling Thunder) jako Automatic Slim
- 1979: Wanda Nevada jako Ruby Muldoon
- 1982: Wcielenie (The Beast Within) jako Dexter Ward
- 1984: The Warrior and the Sorceress jako Zeg Tyrant
- 1987: Biały smok (Legend of the White Horse) jako Frank Brown
- 1988: Kuloodporny (Bulletproof) jako generał Gallo
- 1990: Bez odwrotu 3: Bracia krwi (No Retreat, No Surrender 3: Blood Brothers) jako Jack Atteron
- 1991: Wojownicy z wydm (Dune Warriors) jako William
- 1994: Poza prawem (Frank & Jesse) jako Lone Loner
- 1997: Naciągacze (Traveller) jako szef Jack Costello
- 1998: Bracia Newton (The Newton Boys) jako kucharz Schoemaker
- 2000: Na południe od nieba, na zachód od piekła (South of Heaven, West of Hell) jako Leland Henry
- 2001: Ręka Boga (Frailty) jako szeryf Smalls
- 2005: Najwspanialsza gra w dziejach (The Greatest Game Ever Played) jako Alec Campbell

### Seriale telewizyjne
- 1968: Mission: Impossible jako Victor Pietro Duchell
- 1971: Bonanza jako szeryf Hatch
- 1972: Longstreet jako Arnold Murphy
- 1973: Mission: Impossible jako Dawson
- 1974: Cannon jako Ben Zelko
- 1976: Prywatny detektyw Jim Rockford (The Rockford Files) jako Al
- 1977: Ulice San Francisco jako Boot Wilson
- 1977: Code R jako Tom-Tom
- 1977: Prywatny detektyw Rockford (The Rockford Files) jako Benson Kelly / Robert Coffee
- 1979: B.J. i Bear (B.J. and the Bear) jako Blackwell
- 1979: Jak zdobywano Dziki Zachód (How the West Was Won) jako Bowdin
- 1980: Hart to Hart jako Barney Steele
- 1981: B.J. i Bear (B.J. and the Bear) jako Jonah
- 1983: Nieustraszony (Knight Rider) jako Ron Austin
- 1983: Matt Houston jako McKinney
- 1983: T.J. Hooker jako Brad Thurman
- 1984: Airwolf jako Tony
- 1987: Prawnicy z Miasta Aniołów (L.A. Law) jako Ron Messer
- 1987: MacGyver jako Warden Renfro
- 1989: Napisała: Morderstwo jako Noah Harwood
- 1991: Napisała: Morderstwo jako Terry Montagne
- 1998: Strażnik Teksasu (Walker, Texas Ranger) jako Roger Dansfield
- 2003: Everwood jako Marvin Harrison
- 1995: Legendy Kung Fu (Kung Fu: The Legend Continues) jako Liam Holmes
- 2005: 4400 jako Lee Kendall
- 2008: Dowody zbrodni jako Max Heidhorn (2008)
- 2007–2010: Trzy na jednego (Big Love) jako Hollis Green